# Eadweard Muybridge
Eadweard Muybridge, född 9 april 1830, död 8 maj 1904, var en engelsk fotograf. Han är mest känd för sina insatser inom fotografin och för att han hjälpte Leland Stanford i ett vad.
Vadet gällde huruvida om en häst vid något tillfälle släpper alla hovarna från marken eller ej när den galopperar. Eadweard Muybridge satte upp ett antal kameror i en rad längs med en bana, från varje kamera lät han sedan spänna ett snöre tvärs över banan, när sedan en häst passerade och därmed drog i snöret utlöstes respektive kamera som på så sätt registrerade en ögonblicksbild. Eadweard Muybridge bevisade med hjälp av egenhändigt utvecklad kamerateknik att en häst kan släppa alla hovarna från marken och fick därmed priset på 25 000 dollar, en avsevärt stor summa pengar på den tiden. Dock lär Eadweard Muybridge ha spenderat ca 50 000 dollar på genomförandet av experimentet. På den plats där experimentet utfördes ligger Stanford University.

## Galleri

Galopperande häst
En kvinna tvättar sig 1887.
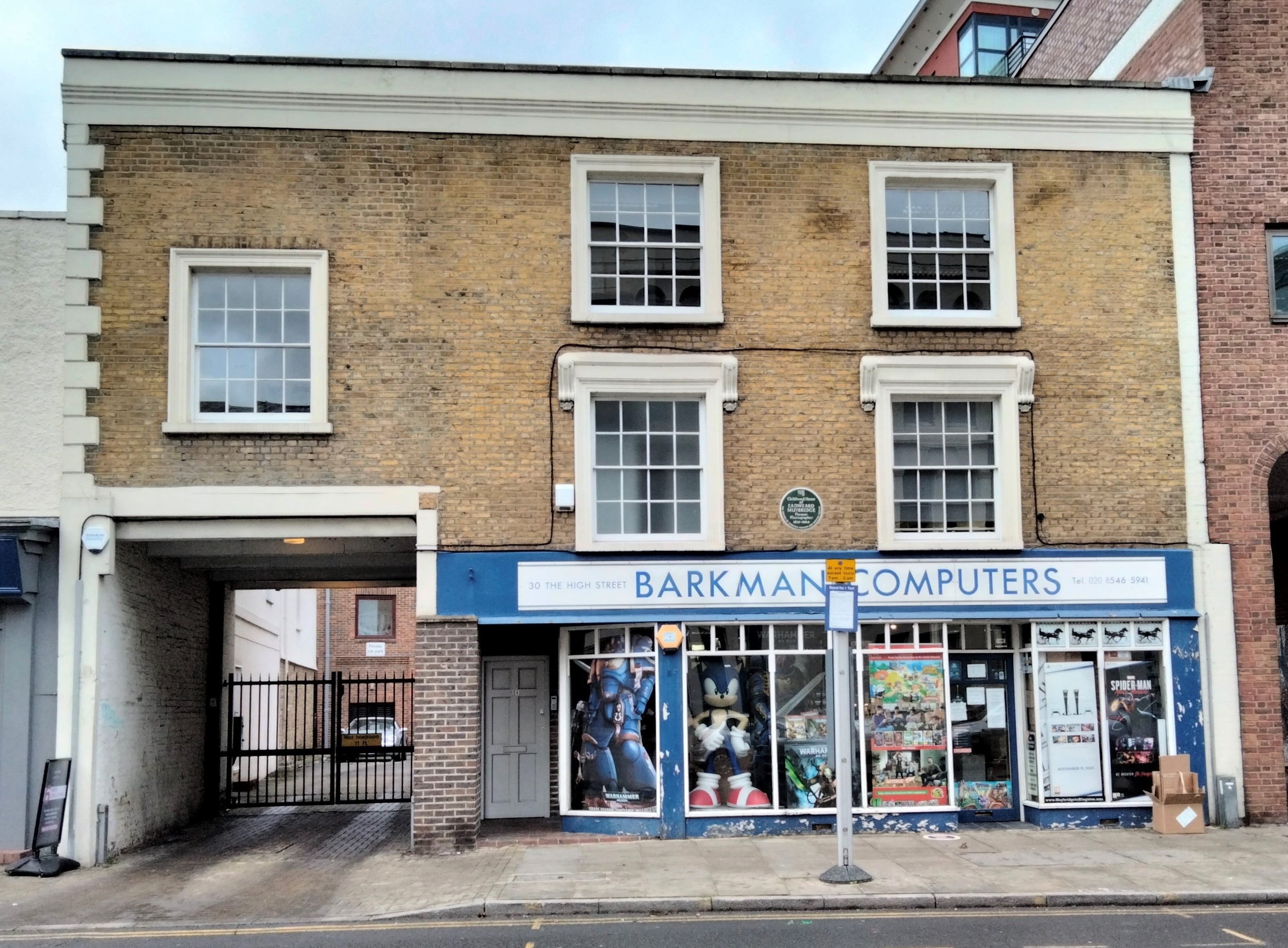
Eadweard Muybridge barndomshem i Kingston upon Thames.